# Góry (rejon małorycki)
Góry (biał. Горы, Hory; ros. Горы, Gory; hist. także Lasowiec-Góra) – wieś na Białorusi, w obwodzie brzeskim, w rejonie małoryckim, w sielsowiecie Czerniany.

## Historia
W dwudziestoleciu międzywojennym zaścianek leżący w Polsce, w województwie poleskim, w powiecie kobryńskim, w gminie Oziaty. W 1921 liczył on 127 mieszkańców, w tym 125 Polaków i 2 Białorusinów. 123 mieszkańców było wyznania prawosławnego i 4 rzymskokatolickiego.
Po II wojnie światowej w granicach Związku Sowieckiego. Od 1991 w niepodległej Białorusi.